# Odontodes metamelaenata
Odontodes metamelaenata là một loài bướm đêm trong họ Noctuidae.